# Sphinctus submarginalis
Sphinctus submarginalis är en stekelart som beskrevs av Tohru Uchida 1940. Sphinctus submarginalis ingår i släktet Sphinctus och familjen brokparasitsteklar. Inga underarter finns listade i Catalogue of Life.